# Polymastiida
Polymastiida is een orde van sponsdieren uit de klasse van de Demospongiae (gewone sponzen).

## Familie
- Polymastiidae Gray, 1867